# Apátfalva
Apátfalva är en mindre stad i provinsen Csongrád-Csanád i Ungern. År 2019 hade Apátfalva totalt 2 828 invånare.